# Hodalen
Hodalen is een plaats in de Noorse gemeente Tolga in fylke Innlandet. Het dorp ligt aan fylkesvei 26 in het zuidoosten van de gemeente. Het dorp heeft een houten kerkje uit 1934.